# Poliosia marginata
Poliosia marginata là một loài bướm đêm thuộc phân họ Arctiinae, họ Erebidae.